# 쇼트리지랑구르
쇼트리지랑구르 (Trachypithecus shortridgei)는 루뚱원숭이에 속하는 영장류의 일종이다. 이전에는 털 색깔이 주로 다른 도가머리랑구르의 아종으로 간주했다. 중국 남부 윈난성 궁산 지역과 미얀마의 친드윈강 동부에서 서식한다. 따라서 쇼트리지랑구르의 분포 지역은 친드윈강 서쪽에 서식하는 도가머리랑구르와 경계를 이룬다.

## 특징
모든 도가머리랑구르와 마찬가지로, 쇼트리지랑구르는 몸길이보다 긴 꼬리를 가진 날씬한 영장류다. 쇼트리지랑구르는 머리에서 몸통까지의 몸길이가 67~72cm에 이르고, 꼬리 길이는 95~104cm이다. 대부분의 다른 랑구르와 달리 쇼트리지랑구르는 거의 균일한 색깔을 가지고 있다. 털은 은회색이고, 팔과 다리는 약간 더 밝으며, 꼬리는 끝으로 갈수록 점점 더 어두워진다. 손과 발은 검은색이다. 수염은 루뚱원숭이속의 도가머리랑구르군에 속하는 다른 두 종인 황금랑구르와 도가머리랑구르보다 짧다.

## 서식지 및 생활사
쇼트리지랑구르의 서식지는 해발 200~2,500m 고도의 구릉성 상록수림이다. 이곳에서 쇼트리지랑구르는 불과 몇 년 전에 발견된 미얀마들창코원숭이와 같은 서식지에서 서식한다. 쇼트리지랑구르의 생활사에 대해서는 알려진 바가 없으며, 아마도 다른 들창코랑구르와 유사한 것으로 추정된다. 따라서 쇼트리지랑구르는 나무 위에서 생활하는 주행성 동물로, 무리를 지어 생활하며 잎과 다른 식물을 먹는다.
IUCN은 사냥과 서식지 파괴로 인해 쇼트리지랑구르를 심각한 멸종 위기종으로 분류한다.